# Fatima Ahmed Ibrahim
Fatima Ahmed Ibrahim (1932 – 12 tháng 2017), tiếng Ả Rập: فاطمة أحمد إبراهيم, là nhà văn, nhà hoạt động nữ quyền và dẫn đầu các phong trào xã hội người Sudan.

## Thời thơ ấu
Ibrahim sinh năm 1933 tại Khartoum. Bà xuất thân trong một gia đình gia giáo; ông của bà là hiệu trưởng tại trường Sudan đầu tiên dành cho nam sinh cũng như là một Imam tại nhà thờ Hồi giáo của khu phố. Cha của Fatima tốt nghiệp tại Gordon College College và làm giáo viên. Mẹ của Fatima là một trong những thế hệ nữ sinh đầu tiên theo học tại trường. Fatima lớn lên trong thời kỳ thuộc địa Sudan thuộc Anh-Ai Cập. Cha bà đã bị đuổi khỏi giảng dạy tại một trường chính phủ khi ông từ chối dạy bài học bằng tiếng Anh. Sau đó, cha cô chuyển đến dạy ở một ngôi trường nổi tiếng.

## Sự nghiệp
Sau khi bà bắt đầu học tại Trường trung học nữ Omdurman, bà đã bắt đầu ủng hộ nữ quyền. Bà đã thành lập ra một báo tường tên là Elra'edda, tiếng Ả Rập là الرائدة hay tiếng Anh là Pioneer girls. Tờ báo của bà tập trung vào nữ quyền và bà cũng đã viết trên báo vào thời điểm đó dưới một bút danh. Fatima đã tiến hành cuộc đình công đầu tiên của phụ nữ ở Sudan vì ban giám hiệu nhà trường của bà đã quyết định hủy các bài học khoa học và thay thế chúng bằng các bài học 'khoa học gia đình'. Cuộc đình công đã thành công. Hoạt động của bà đã vượt ra ngoài trường học; năm 1947 bà thành lập Hội phụ nữ trí thức, và vào năm 1952, bà đã làm việc với những người phụ nữ khác và thành lập Aletahad Elnees'y Alsodanni tiếng Ả Rập الاتحاد النسائي السوداني còn được gọi là Hội liên hiệp phụ nữ Sudan, nơi bà phục vụ trong ủy ban điều hành; sau đó phạm vi hoạt động của Hội Phụ nữ đã mở rộng thành viên cho tất cả phụ nữ ở Sudan và WU đã mở chi nhánh ở các tỉnh khác nhau ở Sudan. Chương trình nghị sự của Hội Phụ nữ thời đó, theo sửa đổi hiến pháp năm 1954, tập trung vào quyền bầu cử, quyền bầu cử của phụ nữ và quyền của phụ nữ làm đại diện trong tất cả các bộ phận lập pháp, chính trị và hành chính.Tại WU, cô cũng làm việc để thiết lập sự bình đẳng với nam giới về tiền lương và đào tạo kỹ thuật, và giúp xóa mù chữ ở phụ nữ. Vì các mục tiêu của WU, đã xảy ra những cuộc đụng độ với quyền chính trị như Jabihat El-methaiq elaslami hoặc Mặt trận Cam kết Hồi giáo. Năm 1955, Fatima trở thành biên tập viên chính của Tạp chí Sawat al-Maraa hoặc Tạp chí Tiếng nói Phụ nữ (do Hội Phụ nữ xuất bản), và tạp chí này sau đó đóng một vai trò thiết yếu trong việc lật đổ chế độ Ibrahim Abboud.
Năm 1954, Fatima tham gia vào Đảng cộng sản Sudan (SCP), và trong một thời gian ngắn Fatima trở thành thành viên của Ủy ban Trung ương của SCP (SCP là Đảng Sudan đầu tiên có cơ cấu phụ nữ nội bộ, kể từ năm 1946). Năm 1956, 1957, Fatima trở thành chủ tịch Hội Phụ nữ. Một trong những mục tiêu của bà là sự độc lập của hội khỏi sự liên kết và thống trị của SCP, và bà đã cho phép thêm sự tham gia của phụ nữ có hoàn cảnh khác biệt. Năm 1965 Fatima được bầu vào quốc hội, trở thành nữ đại biểu đầu tiên của Sudan. Cuộc khủng hoảng hiến pháp gây ra bởi sự loại trừ bất hợp pháp các thành viên SCP được bầu cử dân chủ khỏi quốc hội Sudan, được dẫn đầu bởi Sadiq al Mahdi, gây ra nhiều bất đồng giữa SCP và Đảng Umma. Năm 1969, khi Jaafar Muhammad al-Nemieri lên nắm quyền trong một cuộc đảo chính quân sự được với sự hỗ trợ của SCP, các hoạt động của Hội Phụ nữ mở rộng và phụ nữ đã giành được nhiều quyền trong các lĩnh vực khác nhau. Quan hệ giữa Đảng Cộng sản Sudan và Jaafar al-Nemieri đã kết thúc sau một cuộc tranh chấp lớn diễn ra vào tháng 7 năm 1971 dẫn đến cuộc đảo chính quân sự do SCP lãnh đạo Hashim Elatta, nhưng cuộc đảo chính đã thất bại sau vài ngày và Nimiri trở lại nắm quyền, dẫn đến việc xử tử các nhà lãnh đạo đảo chính SCP, trong số đó có Alshafi Ahmed Elshikh là một lãnh đạo công đoàn và là chồng của Fatima. Sau đó, Fatima bị quản thúc tại gia trong nhiều năm và bị bắt giữ nhiều lần trong chế độ Nemieri.
Năm 1990, Fatima rời Sudan sau cuộc đảo chính quân sự Omar Hassan al-Bashir, và gia nhập phe đối lập lưu vong với tư cách là Chủ tịch Hội Liên hiệp Phụ nữ Sudan bị cấm. Năm 1991 Fatima được bầu làm Chủ tịch Liên đoàn Dân chủ Quốc tế Phụ nữ. Bà trở về Sudan năm 2005 sau khi hòa giải giữa chính phủ và phe đối lập, và được bổ nhiệm làm phó trong quốc hội đại diện cho SCP. Anh trai cô cũng là một nhà văn và nhà chính trị Salah Ahmed Ibrahim, cô có một con trai với chồng Elshafi, tên là Ahmed.
Bà đã nghỉ hưu với công việc lãnh đạo chính trị vào năm 2011. Bà qua đời trong London vào ngày 12 tháng 8 năm 2017, ở tuổi 84, và đám tang của bà được tổ chức tại Khartoum vào ngày 16 tháng 8.

## Giải thưởng
- UN award for Outstanding Achievements in the Field of Human Rights.(1993)
- The Ibn Rushd Prize for Freedom of Thought for the year 2006 in Berlin.

## Tác phẩm
- Hassadanna Khill'al Ashroon A'mm'a, Arabic حصادنا خلال عشرين عاماً, or (Our Harvest During Twenty Years). Khartoum: Sudanese Women's Union Press, n.d.
- Tariqnu ila el-Tuharur (Our Road to Emancipation). (n.d.).
- el-Mara el-Arabiyya wal Taghyir el-Ijtimai, Arabic المرأة العربية والتغيير الاجتماعي or Arab Women and Social Change. 1986
- Holla Gadie'a alahoal al-shekhssia, Arabic حول قضايا الأحوال الشخصية or Personal Status Affairs.
- Gadie'a Alm'ar'a el-A'mela Al-sodania, Arabic قضايا المرأة العاملة السودانية, or The Affairs of Sudanese Workers Women's.
- An'a Awaan Eltageir Lakeen!,Arabic !آن آوان التغيير ولكن or It's Time for Change but!
- Atfallana we'l Re'aia El-sehi'a, Arabic أطفالنا والرعاية الصحية, or Our Children and Health Care.
- "Arrow at Rest". In Women in Exile, ed. Mahnaz Afkhami, 191–208: University Press of Virginia, 1994.
- "Sudan's Attack on Women's Rights Exploits Islam". Africa News 37, no. 5 (1992): 5.